# جيمس كيسي
جيمس كيسي (بالإنجليزية: James Casey)‏ هو قاضي وسياسي أسترالي، ولد في 25 ديسمبر 1831، وتوفي في 5 أبريل 1913. انتخب عضو الجمعية التشريعية فيكتوريا.